# Freest

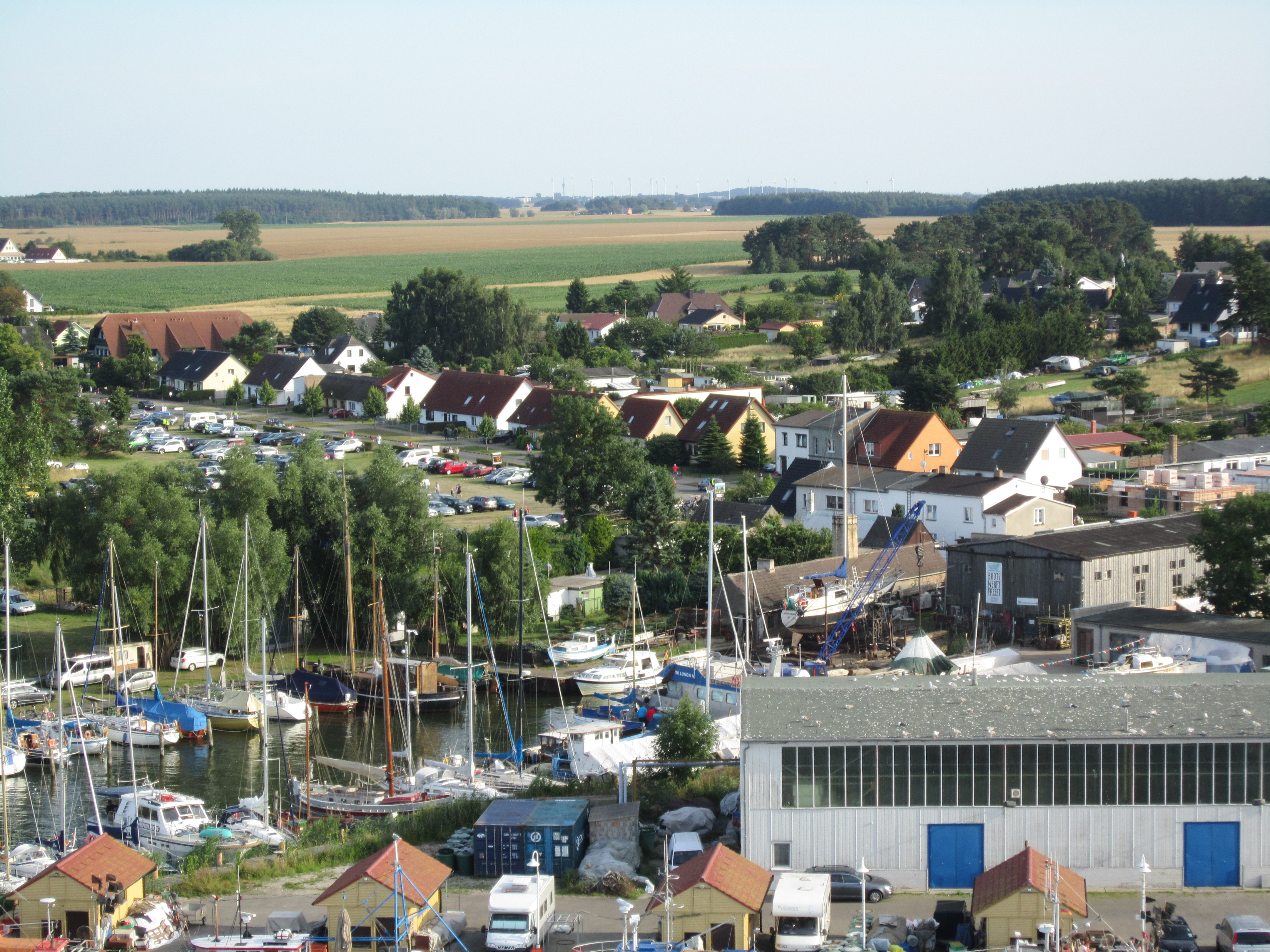
Blick vom Riesenrad des Freester Fischerfestes über den Hafen und den Ort

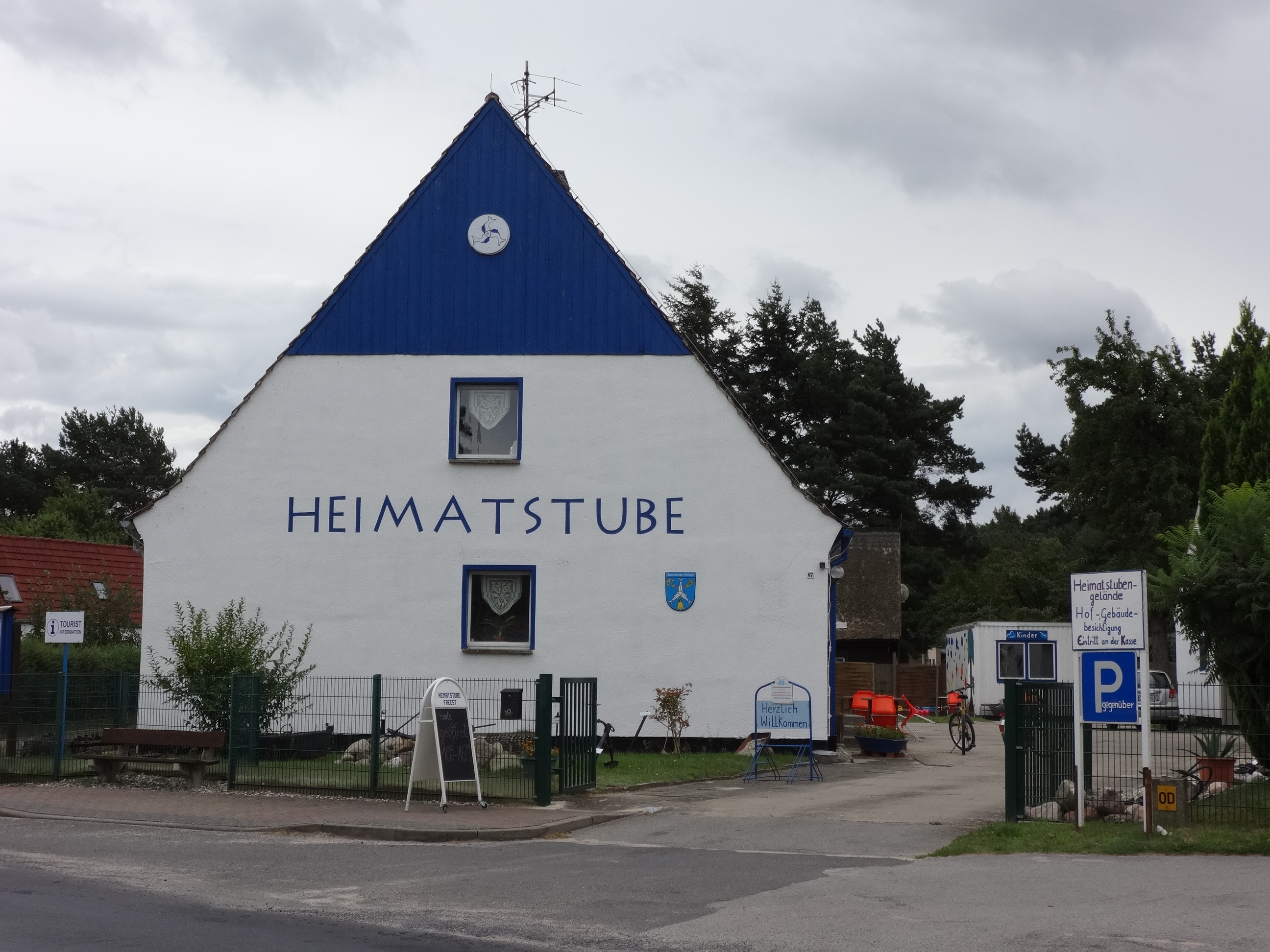
Heimatstube in der Dorfstraße

Freest ist ein Ortsteil der Gemeinde Kröslin im Landkreis Vorpommern-Greifswald in Mecklenburg-Vorpommern (Deutschland). Sie wird vom Amt Lubmin mit Sitz in der gleichnamigen Gemeinde verwaltet.

## Geografie
Der Ortsteil liegt nördlich von Kröslin und grenzt im Osten an den Peenestrom. Im Norden schließt sich der Ortsteil Spandowerhagen an, der wiederum an den Greifswalder Bodden angrenzt. Im Westen befinden sich die Gemeinden Rubenow und Lubmin.

## Geschichte

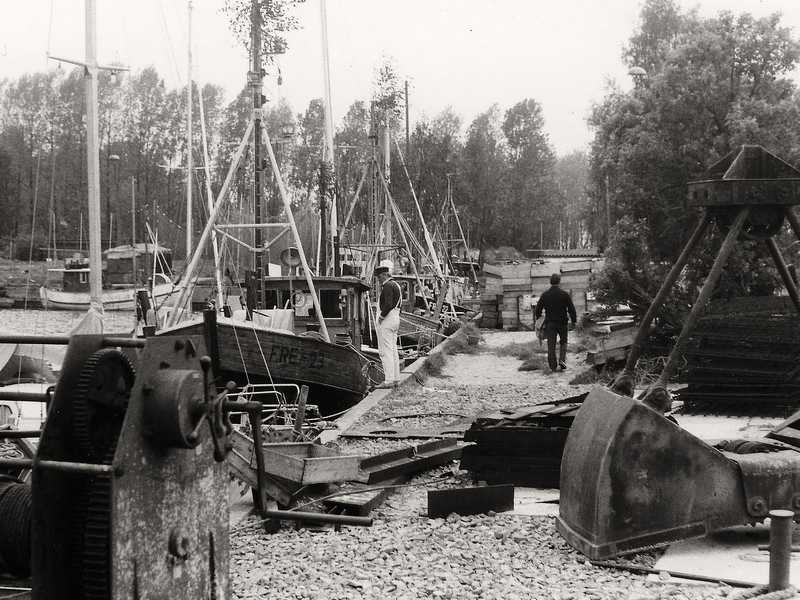
Fischereihafen um 1985

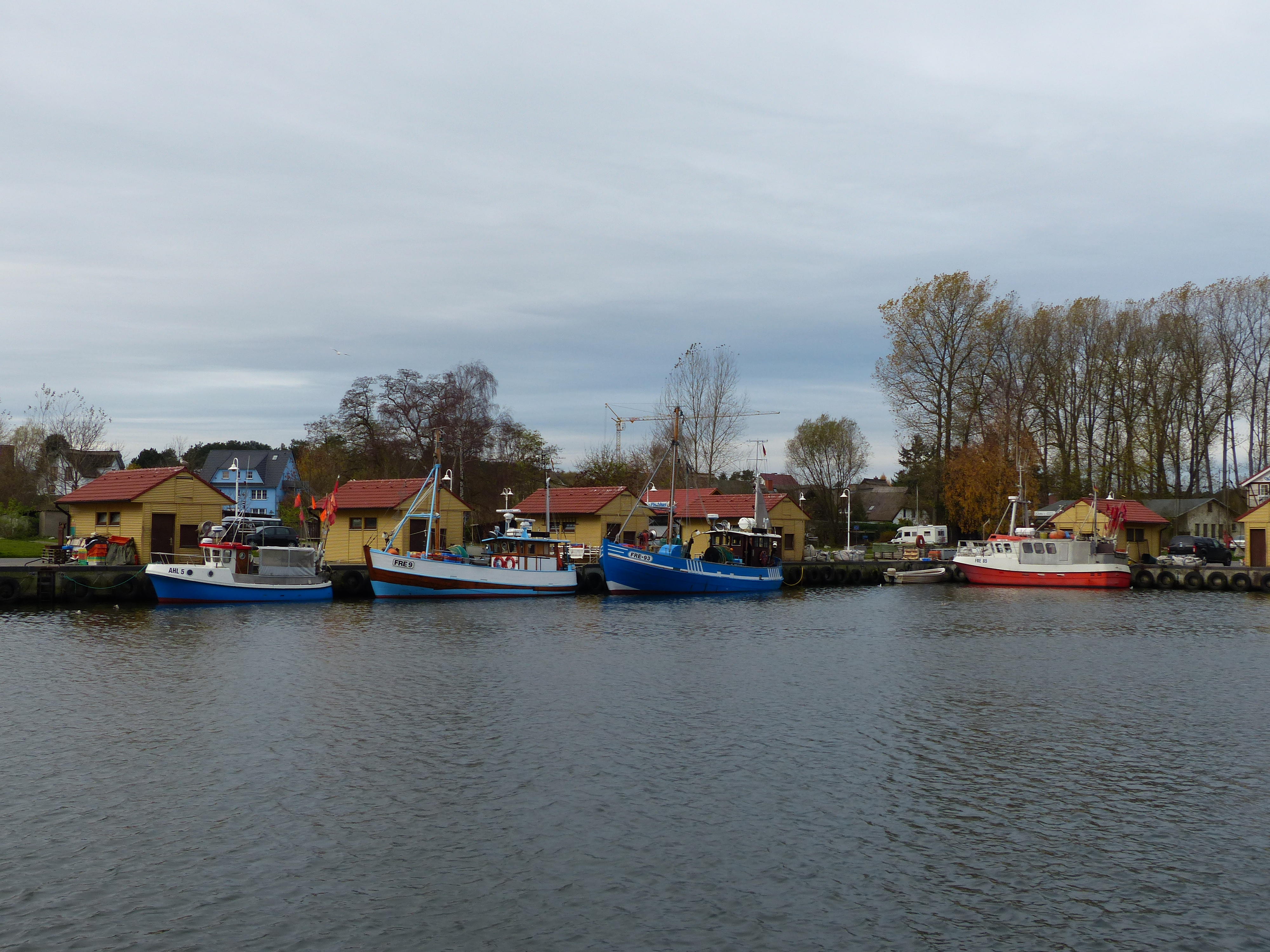
Fischereihafen 2013

Freest wurde 1179 erstmals als Vrestenuiz urkundlich erwähnt. Der slawische Name bedeutet „Heidekraut“.
Die nächste urkundliche Erwähnung von Freest findet sich im pommerschen Urkundenbuch (PUB) aus dem Jahr 1298 als Besitz eines der Grundherren von Below. 1300 schenkte Herzog Bogislaw IV. dem Kloster Eldena 10 Hufen aus Freest. Dabei wurde 1300 der Name lt. PUB mit Vrest benannt, deshalb die nachfolgende Deutung: Der Name Freest ist vermutlich deutschen Ursprungs. Man vermutet, dass friesische Bauern einem Kriegsheer deutscher Ritter folgten und die Siedlung in Anlehnung an ihre alte Heimat Friest, Freist nannten. Dafür gibt es aber keine Nachweise.
1302 gelangte Freest weiter in den Besitz des Klosters Eldena, als der Ritter Wufold von Below seine Ansprüche auf die Anteile in Freest aufgab.
Seit 1305 gehörte Freest zum Kirchspiel Kröslin. 1535 wurde die Gemeinde  reformiert.
1628 wurde die Siedlung im Zuge des Dreißigjährigen Krieges vollständig zerstört. Zwei ehemalige Bauern errichteten daraufhin 1640 ihre Höfe neu. Mit dem Westfälischen Frieden gelangte Vorpommern mit Rügen in schwedischen Besitz. Die Peene stellte ab 1720 den Grenzfluss zu Preußen dar.
Während der Kriege gegen Napoleon erhielt der französische General Mocand Freest als Schenkung. 1806 gelang es Ernst Moritz Arndt, beim König Gustav IV. Adolf die Leibeigenschaft der Bauern gegen den Willen der vorpommerschen Grundherren aufheben zu lassen.
1825 führte man die Schulpflicht ein. In der Dorfstraße 51 und 52 entstand daraufhin ein Schulgebäude.
Das kleine Dorf entwickelte sich in den laufenden Jahrzehnten wirtschaftlich aufstrebend. 1865 waren 581 Einwohner mit 132 Familien gemeldet. Um den frischen Fisch möglichst schnell in das Binnenland bringen zu können, erhielt die Gemeinde 1897 einen Anschluss an die Kleinbahnstrecke Greifswald–Wolgast (KGW). 1889 erbaute Christian Jarling die erste Bootswerft und legte damit einen Grundstein für einen bis ins 21. Jahrhundert fortbestehenden Wirtschaftszweig. Unter seiner Leitung entstanden über 200 Neubauten.
1915 entstand ein neues Schulgebäude, das heute noch genutzt wird. Die Weltwirtschaftskrise war auch in Freest zu spüren: 1925 zählte man 462 Einwohner, davon 111 Fischer, drei Bootsbauer, zwei Landwirte und vier Kaufleute. Aus wirtschaftlicher Not heraus engagierte man den Wiener Rudolf Stundl, der die Teppichknüpferei als Nebenerwerb in der Gemeinde einführte und damit die Tradition der Pommerschen Fischerteppiche begründete.
Nach dem Ende des Zweiten Weltkrieges stieg die Zahl der Einwohner durch Flüchtlinge und Umsiedler im Jahr 1949 auf 756 Personen an. Im Zuge der Bodenreform wandelte man 1955 den Bartelschen Hof in einen Örtlichen Landwirtschaftsbetrieb (ÖLB) um. Aus ihm ging später die LPG Fritz Reuter hervor. 1959 war der neue Hafen fertiggestellt. 1960 schlossen sich die zuvor selbstständigen Orte Kröslin, Spandowerhagen und Freest zur Großgemeinde Kröslin zusammen. Die Orte Hollendorf und Karrin kamen zu einem späteren Zeitpunkt hinzu. 1995 baute man den Fischereihafen erneut um.

## Wirtschaft

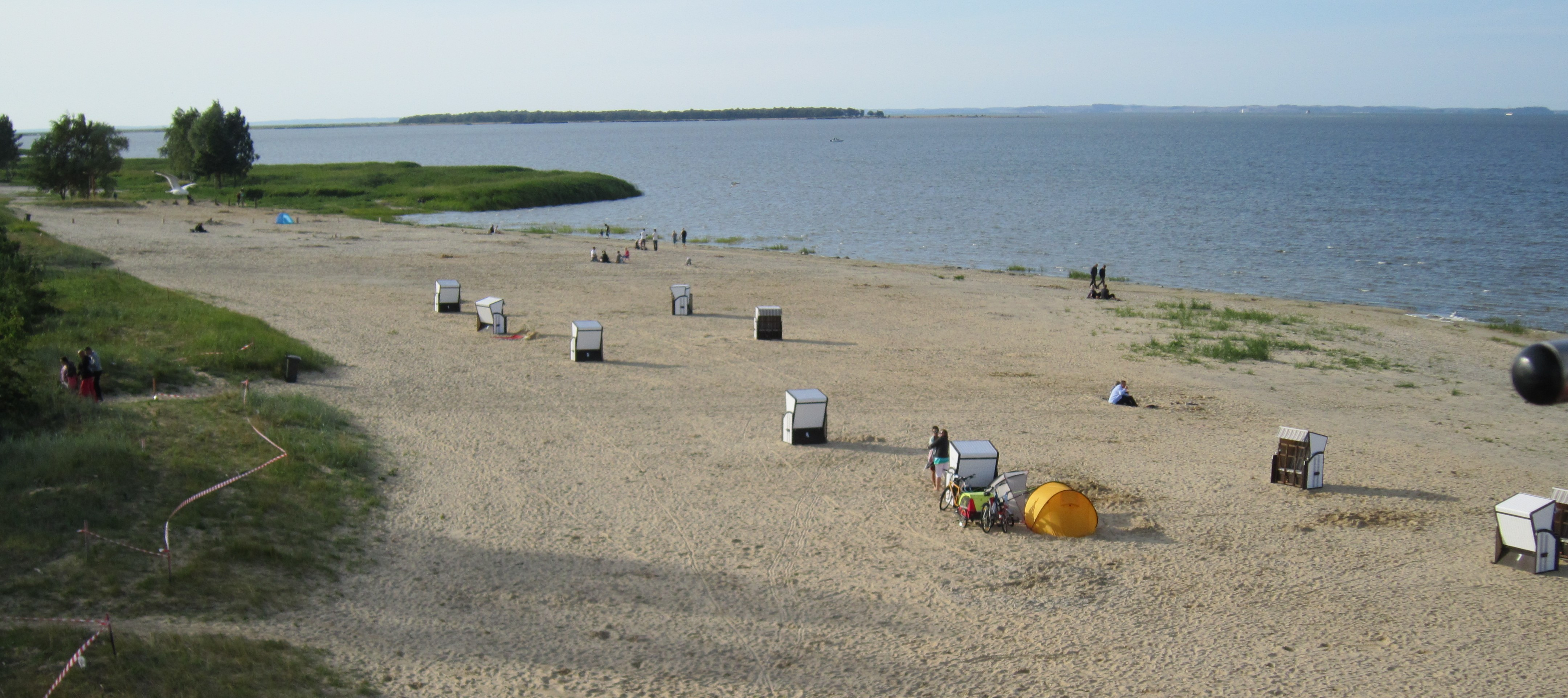
Strand am Peenestrom

Die Fischerei ist nach wie vor ein wichtiger, wenn auch schwindender Wirtschaftszweig in Freest. Die Fischer haben die 1960 gegründete Fischereiproduktionsgenossenschaft (FPG) im Jahr 1990 in eine eingetragene Fischereigenossenschaft umgewandelt, um ihre Fänge besser vermarkten zu können. Sie umfasst im Jahr 2010 insgesamt 28 Fischereiunternehmen mit 30 Fischern und 54 Fischereifahrzeugen. Die Genossenschaft zählt mit ihren 81 Mitgliedern zu den größten Unternehmen der Region. Daneben wurde die von Jarling gegründete Werft nach der Wende erfolgreich re-privatisiert. Im Ort ist die älteste Fischräucherei Vorpommerns ansässig.
Weiterhin spielt der Tourismus eine wichtige Rolle: Im Ortsteil existieren zwei Campingplätze sowie diverse gastronomische Einrichtungen. Vom Hafen in Freest besteht eine Ausflugs- und Linienverbindung nach Peenemünde und Kröslin sowie zu den Inseln Ruden und zur Greifswalder Oie.

## Rettungsstation der DGzRS
Die Deutsche Gesellschaft zur Rettung Schiffbrüchiger (DGzRS) hat 1990 eine neue Rettungsstation für ihre freiwilligen Seenotretter in Freest eingerichtet. Im Hafen liegt für sie an der Nordmole vor dem Rettungsschuppen ein Seenotrettungsboot, um bei einem Seenotfall im Greifswalder Bodden oder dem Peenestrom Hilfe zu leisten.

## Bauwerke und Sehenswürdigkeiten

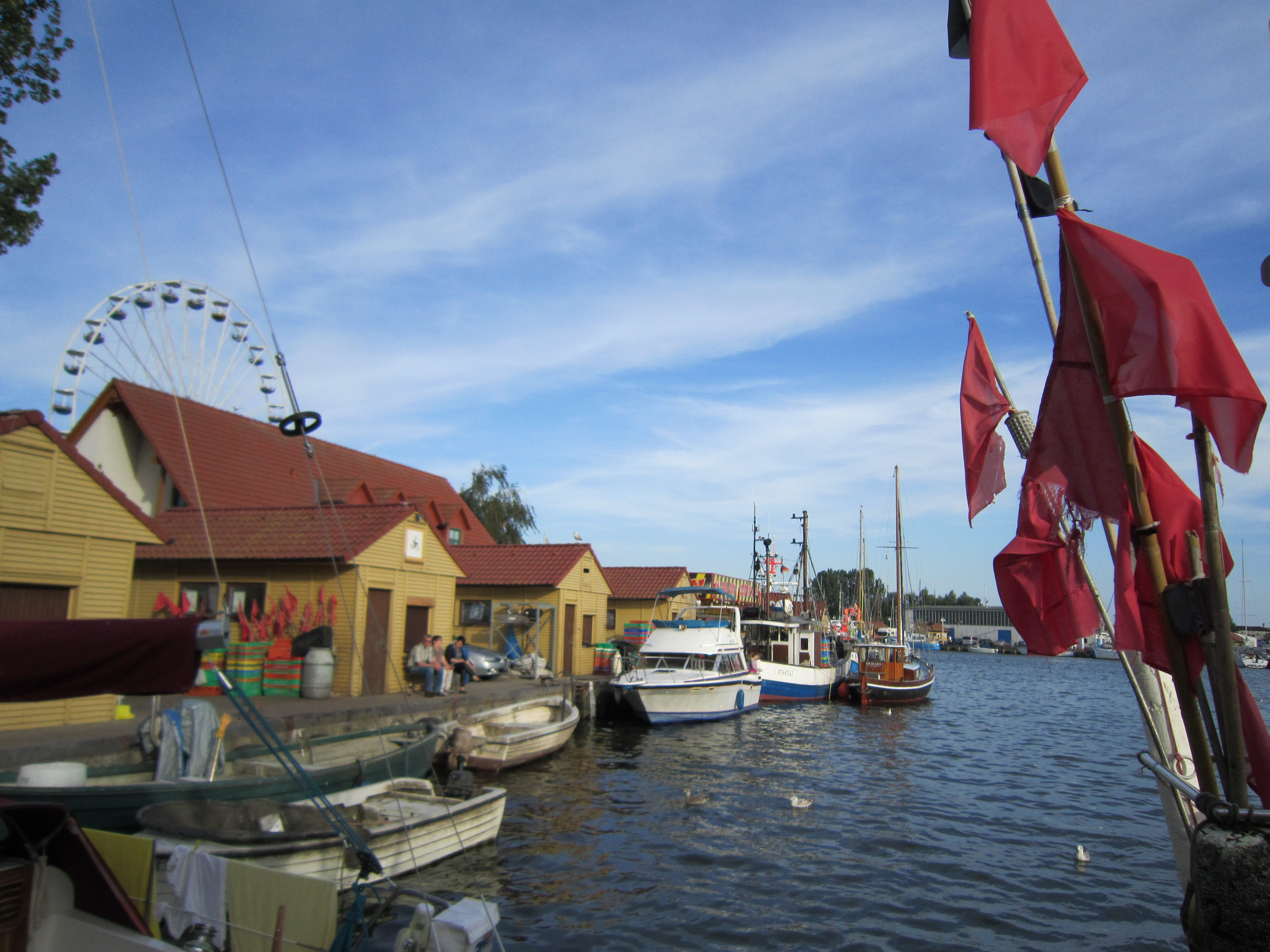
Einbindung des Hafens in das Freester Fischerfest

→ Siehe: Liste der Baudenkmale in Freest
Die Heimatstube dokumentiert die Entwicklung Freests. Ein Schwerpunkt liegt in der Geschichte der Fischerteppiche. Daneben existieren noch einige alte, denkmalgeschützte Bauernhäuser und Fischerkaten in der Straße Die Ecke sowie das Haus der Reusenkompanie an der Dorfstraße. Dort stehen auch noch einige Salzhütten, in denen die Fischer das Salz zur Weiterverarbeitung ihrer Fänge lagerten.
Durch Freest führt die Route der Norddeutschen Romantik. Der 54 km lange Lehrpfad verbindet von Greifswald bis nach Wolgast insgesamt zehn Lebens- und Motivstationen frühromantischer Maler der Region.

## Regelmäßige Veranstaltungen
- Eröffnungsveranstaltung des Deutschen Hotel- und Gaststättenverbandes beim Eintreffen des Hornfisches
- Fischerfest am ersten Augustwochenende